# Bản quyền phát sóng Giải vô địch bóng đá châu Âu 2024
Giải vô địch bóng đá châu Âu 2024 là một giải đấu bóng đá diễn ra từ ngày 14 tháng 6 đến ngày 14 tháng 7 năm 2024 với sự tham gia của 24 đội tuyển đến từ các liên đoàn thành viên của Liên đoàn bóng đá châu Âu (UEFA). Giải đấu này sẽ được phát sóng trên toàn thế giới.